# Statues colossales d'Amenhotep III

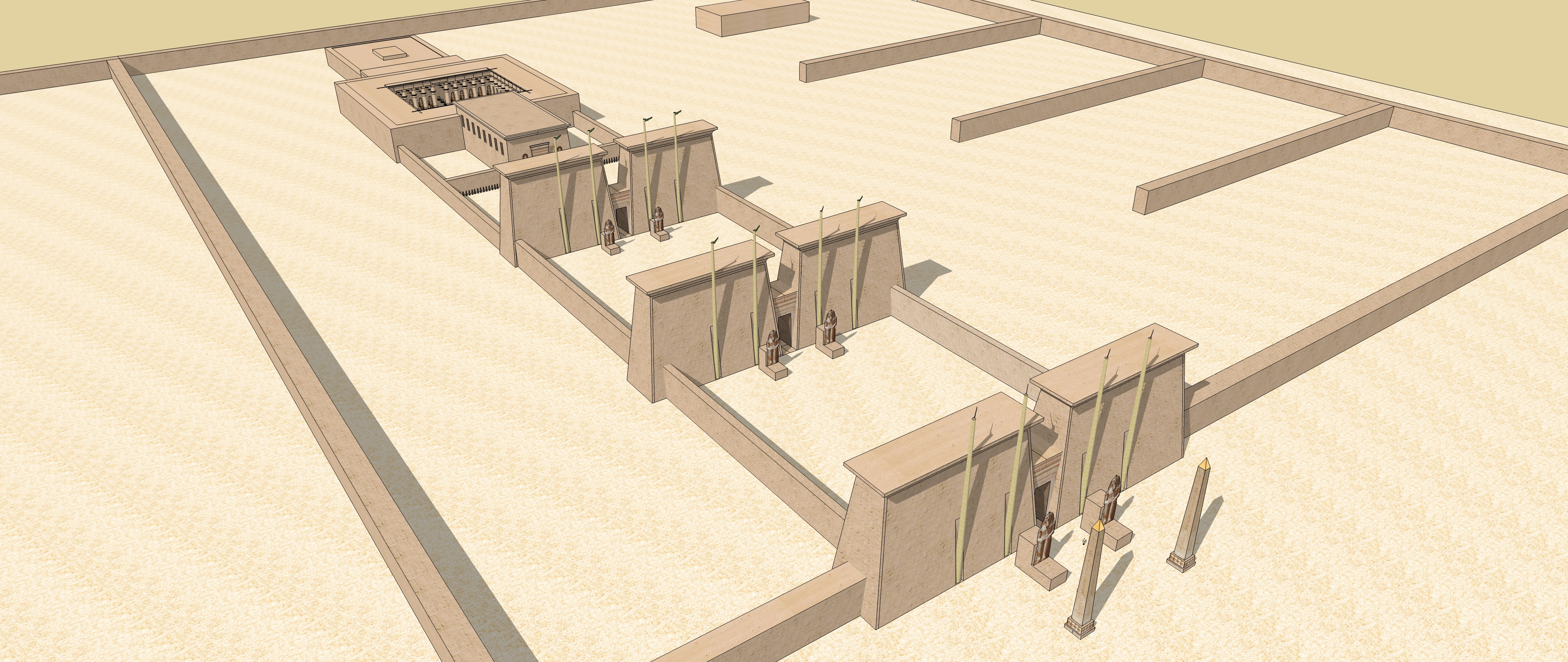
Proposition de restitution de la vue générale du temple d'Amenhotep III.

Certaines statues colossales d'Amenhotep III, presque identiques, flanquaient le côté ouest d'une cour à colonnades dans l'immense temple mortuaire du pharaon Amenhotep III (XVIIIe dynastie) situé à Kôm el-Hettan (arabe : كم الحيطان), sur la rive ouest du Nil à Thèbes (Louxor) en Égypte.
Les plus célèbres statues colossales d'Amenhotep III sont les deux Colosses de Memnon, qui se trouvent toujours dans son temple mortuaire à Kôm el-Hettan.

## Statues du British Museum

### Statue en quartzite

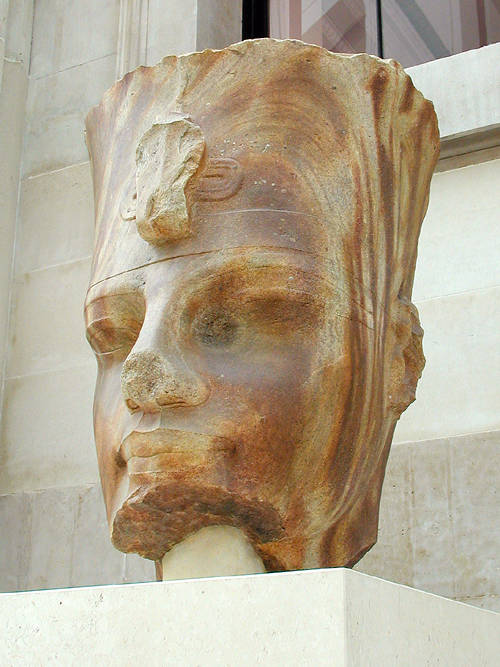
Tête de la statue colossale en quartzite d'Amenhotep III

La statue colossale en quartzite d'Amenhotep III fait partie de la collection du département de l'Égypte ancienne et du Soudan du British Museum.
Cette statue en quartzite brun, une fois achevée, devait mesurer plus de huit mètres de haut sans sa base, et le corps devait prendre la pose classique de la divinité Osiris, jambes jointes et bras croisés, tenant la crosse et le fléau, symboles de la royauté égyptienne. La statue aurait porté un kilt royal court et la couronne rouge de Basse-Égypte. La découverte en 1964 de la tête d'une autre statue et de nombreux fragments de corps d'une autre encore a permis de reconstituer la pose de la statue. Les statues de l'autre côté de la cour étaient similaires, mais elles étaient en granit rouge et portaient la couronne blanche de Haute-Égypte,.
La pose a été interprétée comme symbolisant la première Fête-Sed d'Amenhotep III, où l'on croyait que le pharaon avait subi un rite de rajeunissement et était devenu un dieu de son vivant. Cela s'est produit le jour du 30e anniversaire de son règne. En tant que dieu, Amenhotep III était alors vénéré à travers cette statue et d'autres similaires].
La tête mesure 1,17 m de haut, 81 cm de large et 66 cm de profondeur. Elle a été achetée à Henry Salt en 1823. Elle porte le numéro de référence EA 7 et est actuellement exposée dans la Grande Cour du Musée. De septembre 2006 à février 2008, elle a été envoyée en prêt aux États-Unis d'Amérique dans le cadre de l'exposition itinérante « Temples et tombes ».

### Statue en granit rouge

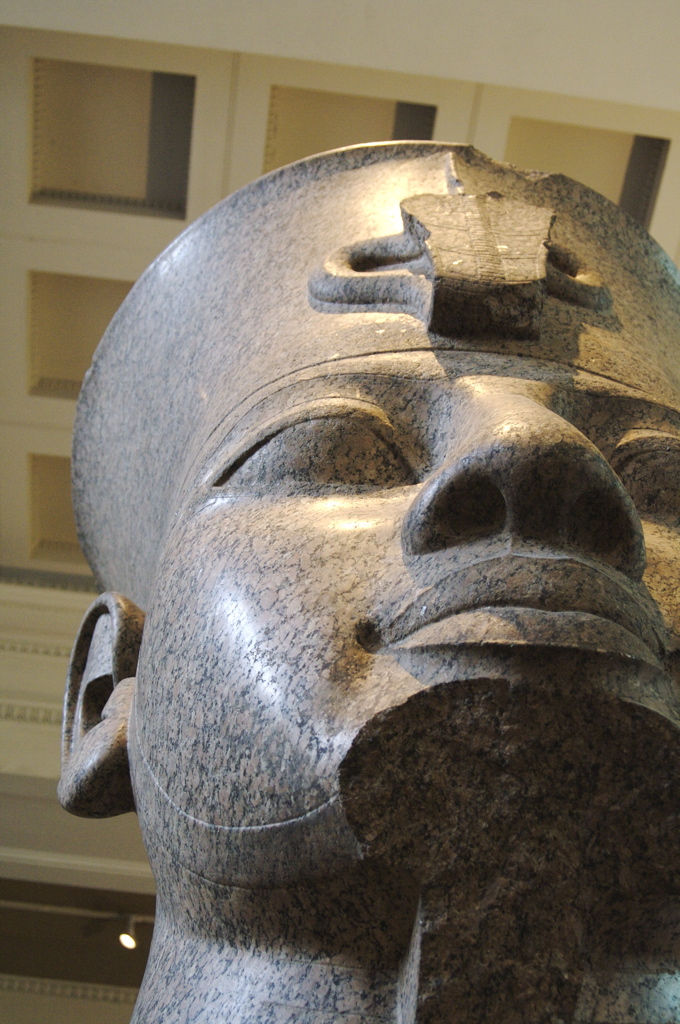
La statue en granit vue d'en bas

La statue colossale en granit rouge d'Amenhotep III a été trouvée dans l'enceinte du temple de Mout à Karnak en Haute-Égypte. Deux parties de la statue colossale brisée sont connues : la tête et un bras. Les deux parties se trouvent maintenant au British Museum.
La statue est faite de granit rouge. Elle est fragmentaire : seuls la tête et un bras sont connus pour avoir survécu.

#### Tête
La tête mesure 2,90 m de haut et est représentée portant le pschent, la double couronne de Haute et Basse-Égypte. Le British Museum est en possession de la tête depuis son acquisition auprès d'Henry Salt en 1823. Elle porte le numéro de référence EA 15 et est exposée dans la salle 4 du musée.

#### Bras
Le bras, un bras gauche, mesure 3,30 m de long et se termine par un poing fermé. Le British Museum est en possession du bras depuis qu'il l'a acquis d'Henry Salt en 1823. Il porte le numéro de référence EA 55 et est exposé dans la salle 4 du musée.

#### Histoire
On pense que la statue a été érigée par le roi Amenhotep III, parmi les très nombreuses statues qu'il avait fait construire dans Thèbes (Louxor).
On ne sait pas si elle a été érigée à l'origine à l'endroit où elle a été trouvée, au temple de Mout à Karnak, ou si elle est arrivée là après avoir été déplacée dans l'Antiquité depuis le temple mortuaire du pharaon Amenhotep III situé à Kôm el-Hettan.
Après sa découverte, la statue a été initialement attribuée par les spécialistes comme étant une statue du roi Thoutmôsis III. La confusion est due à la modification de la tête par les souverains ultérieurs ; il était courant dans l'Égypte ancienne que les pharaons usurpent les statues des souverains précédents, les modifiant et les réinscrivant. Les lèvres ont eu leurs coins percés pour suggérer une bouche plus petite, et les lourdes lignes cosmétiques autour des yeux, qui suggèrent le style de la mode cosmétique à l'époque d'Amenhotep III, ont été largement effacées. On pense aujourd'hui que ces modifications ont été effectuées à l'époque de Ramsès II et pour le représenter

#### Découverte
La statue brisée a été découverte dans l'enceinte du temple de Mout à Karnak par Giovanni Battista Belzoni et Henry William Beechey en 1817. La tête a été trouvée devant le temple de Khonsoupakhered. Après avoir été mise au jour, la tête a dû être transportée à Louxor, sur le Nil, pour être acheminée en amont jusqu'à Alexandrie, puis à Londres. Le déplacement de la tête n'a pas été facile : il a fallu huit jours pour la transporter sur 1,6 km jusqu'à Louxor. Belzoni ne mentionne pas l'endroit exact où le bras a été trouvé, mais on suppose qu'il a été trouvé avec la tête.
La tête a été stockée pendant une période dans la maison d'un dénommé Rossi au Caire :

« Un soir, Henry Salt l'emmena [un capitaine FitzClarence] rendre visite au signor Rossi, où il avait déposé quelques objets intéressants rapportés des environs de Thèbes, dont une tête d'« Orus », "10 pieds du sommet de la mitre au menton, ayant une bande à la partie inférieure qui n'est pas sans rappeler un turban... en granit rouge... et dans un très bon état de conservation... un bras de 18 pieds de long de la même statue avec le poing serré »

— Deborah Manley et Peta Rée, Henry Salt : Artiste, voyageur, diplomate, égyptologue.

## Statue du Brooklyn Museum

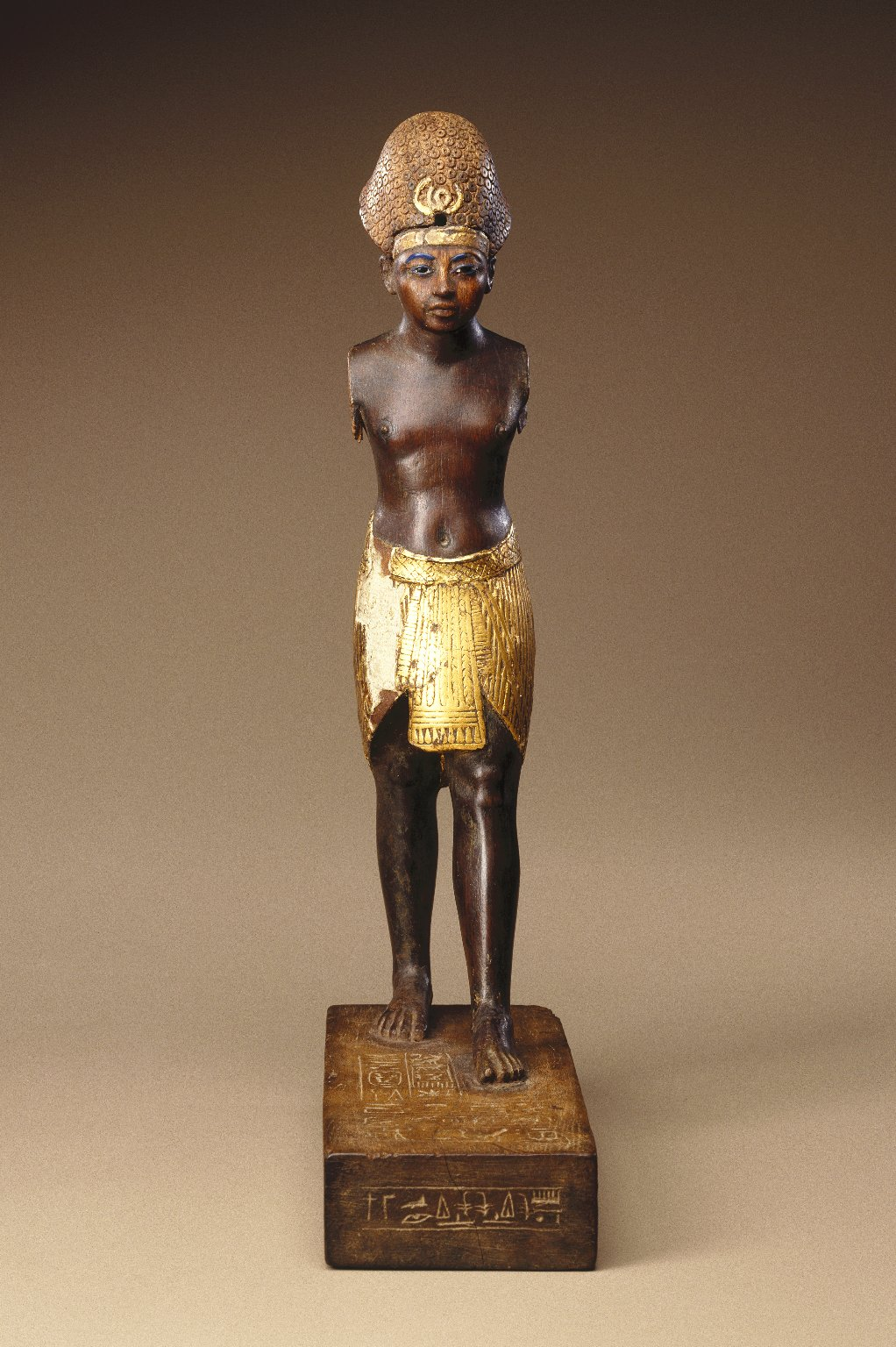
Statuette réaliste d'Amenhotep III
Musée de Brooklyn

## Statue du Metropolitan Museum

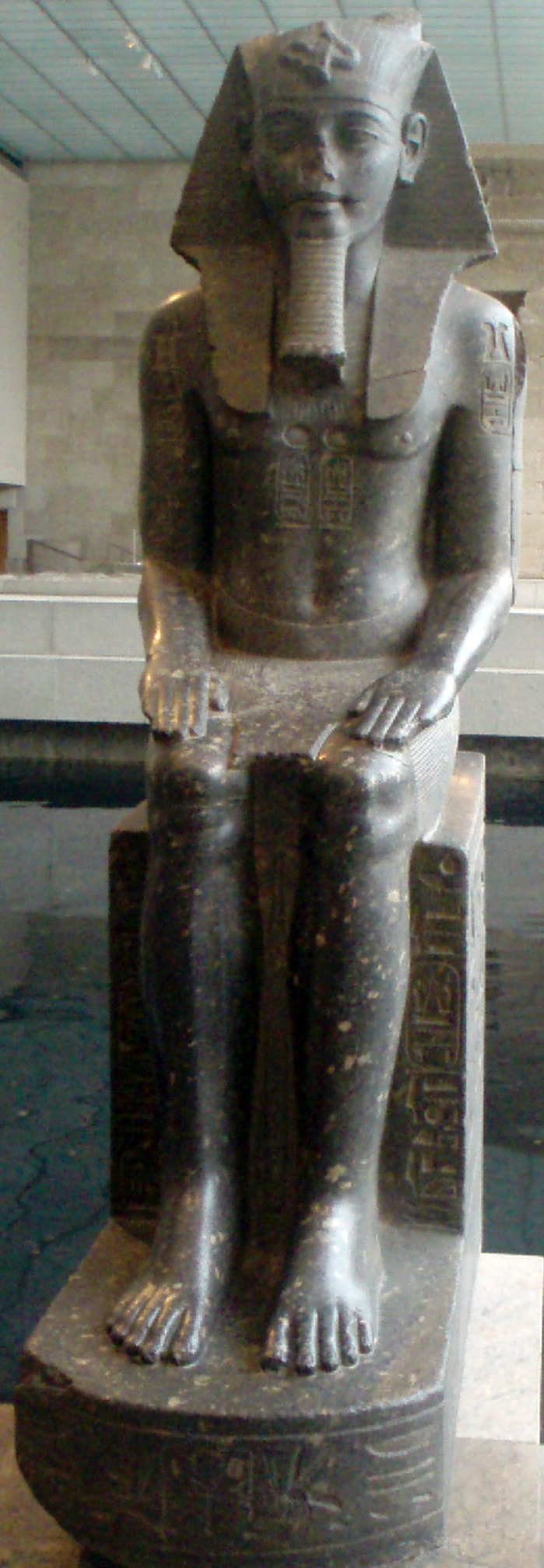
Statue colossale d'Amenhotep III
Metropolitan Museum of Art

Le musée expose deux statues assises colossales d'Amenhotep III, retravaillées, réinscrite par Mérenptah. L'une d'elles, en diorite porphyrique, a une hauteur de 2,28 m (22.5.2). La seconde (22.5.1), sculptée dans le même matériau, a une hauteur de 2,45 m.

## Statue du Musée du Caire

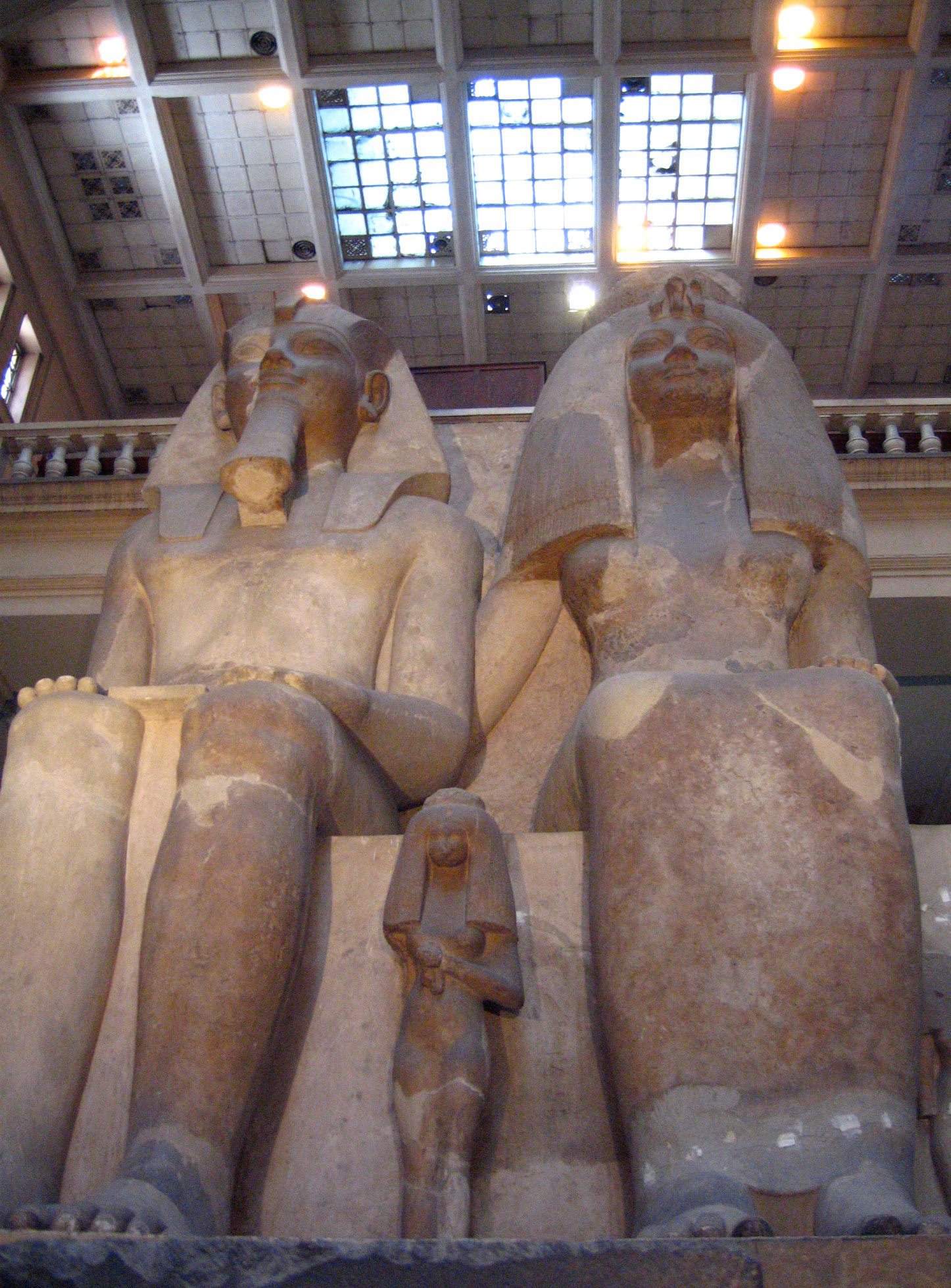
Statue colossale d'Amenhotep III et de la reine Tiyi.

La statue colossale d'Amenhotep III et Tiyi est une statue de groupe monolithique représentant le pharaon égyptien Amenhotep III, sa grande épouse royale Tiyi, et trois de leurs filles. Il s'agit de la plus grande dyade connue jamais sculptée. La statue se trouvait à l'origine à Médinet Habou, dans l'ouest de Thèbes ; aujourd'hui, elle est la pièce maîtresse de la salle principale du Musée égyptien du Caire.

### Description
La statue est faite de calcaire, sa largeur est de 4,4 m, sa hauteur de 7 m. Les yeux en amande et les sourcils courbés des personnages sont d'un style typique de la fin de la XVIIIe dynastie. Amenhotep III porte la coiffe Némès avec uræus, une fausse barbe et un chendjit ; il pose ses mains sur ses genoux. La reine Tiyi est assise à sa gauche, son bras droit est placé autour de la taille de son mari. Sa taille est égale à celle du pharaon, ce qui témoigne de son statut éminent. Elle porte une robe moulante jusqu'aux chevilles et une lourde perruque avec une couronne de vautour sur une coiffe modius et un double uraei, Les cobras et le vautour sont couronnés, le cobra de droite porte la couronne blanche de Haute-Égypte, tandis que celui de gauche porte la couronne rouge de Basse-Égypte.
Les trois plus petites figures représentent trois de leurs filles. La princesse Henouttaneb, debout entre ses parents, est représentée comme une femme adulte dans une robe ajustée et une perruque complète avec des modius et des plumes mais sans uræi (c'est la seule différence entre la coiffure de sa mère et la sienne). À côté d'Amenhotep se tient la figure abîmée d'une fille plus jeune, Nebetâh, tandis qu'à côté de Tiyi se tient la figure encore plus abîmée d'une autre princesse, dont le nom a été perdu. La dyade est l'une des deux seules statues représentant Henouttaneb, et la seule de Nebetâh.
La statue est susceptible d'avoir été sculptée autour de la première fête-Sed d'Amenhotep III. Arielle Kozloff écrit que l'âge des filles représentées sur le monument, en particulier celle de Henouttaneb, et le style de la perruque de la reine Tiyi, qui était « à son plus développé, enveloppant presque son visage », suggère que la statue a été faite au cours de la troisième décennie du règne du roi. Il est possible qu'elle ait été réalisée à partir de la pierre calcaire de bonne qualité qui a été enlevée pour créer la cour ouverte de TT192 — une immense tombe appartenant à Kherouef, l'intendant de la reine Tiyi, dont les travaux ont commencé à peu près à cette époque. —
La fille aînée du couple royal, Satamon, est absente du groupe de statues, probablement parce qu'elle a été élevée au rang de grande épouse royale dès l'an 30 du règne d'Amenhotep. Henouttaneb était la deuxième ou troisième fille, née avant ou après Iset, qui devint reine en l'an 34. Henouttaneb n'est mentionnée nulle part en tant que reine, mais sur ce colosse, elle est décrite comme « la compagne d'Horus, qui est dans son cœur ». C'est le seul cas où ce titre de reine est donné à une princesse, et son nom est parfois écrit dans un cartouche, ce qui peut indiquer qu'elle a été élevée au rang de reine comme Satamon et Iset La troisième princesse de la statue, dont le nom est détruit, est parfois provisoirement identifiée comme étant Iset, mais Amenhotep a pu avoir jusqu'à seize filles, qui ne nous sont pas toutes connues.

### Histoire

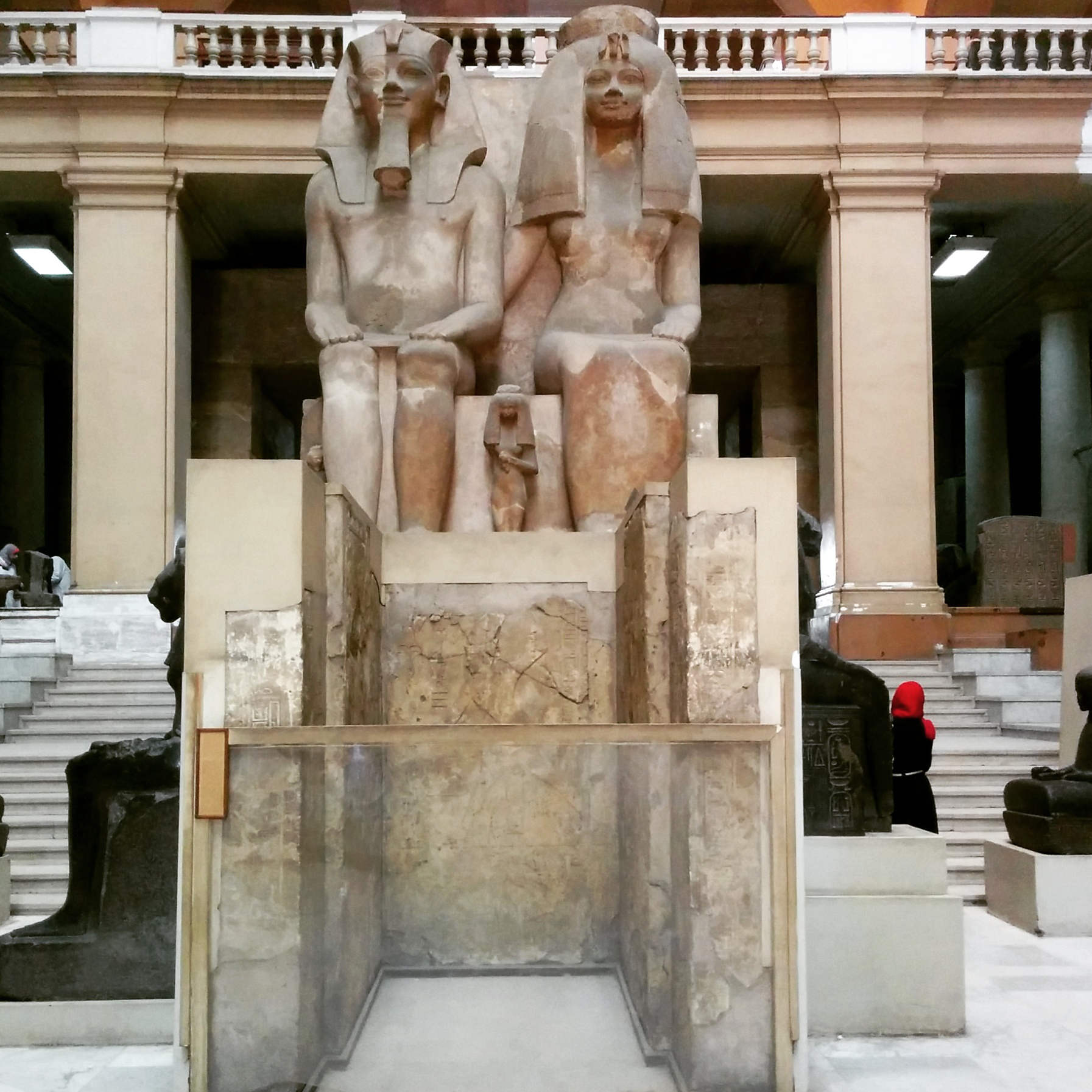
Vue éloignée de la statue de loin

La statue appartenait au temple mortuaire d'Amenhotep III, qui a été en grande partie détruit depuis, mais qui, à son époque, était le plus grand complexe de temples de Thèbes, dépassant même le temple de Karnak. Comme il a été construit trop près de la plaine inondable, moins de deux cents ans plus tard, il était déjà en ruines et la plupart de ses pierres ont été réutilisées par les pharaons ultérieurs pour leurs propres projets de construction. L'endroit où la statue a été trouvée est probablement la porte sud du complexe du temple mortuaire, car elle est aussi éloignée du temple que les colosses de Memnon à la porte est. Une autre possibilité est que la dyade ait été usurpée par Ramsès III lorsqu'il a utilisé les blocs du temple d'Amenhotep pour construire le sien à Médinet Habou, bien que les noms originaux n'aient pas été effacés. La statue a été retrouvée à la fin du XIXe siècle sous forme de fragments. En 1897, les fragments ont été déplacés par Georges Daressy sur le parvis du petit temple d'Amon à Médinet Habou, non loin de là ; ils ont ensuite été déplacés au Caire et réassemblés pour l'ouverture du Musée égyptien en 1902. Le colosse porte le numéro de catalogue M610 ; la figure de la princesse Henouttaneb porte un numéro distinct, JE 33906.
Une tête en calcaire de 27,6 cm, trouvée dans une collection privée, s'est avérée être la tête de la princesse Nebetah et faire partie de cette statue. Nebetah porte une perruque ronde et une coiffe modius ; on peut encore découvrir des traces de la jeunesse. Elle a les mêmes yeux en amande avec des sourcils finement sculptés et des lignes cosmétiques que les autres figures du groupe. La tête a probablement été retirée intentionnellement du groupe de statues, probablement à l'époque médiévale, exposée sur le sol pendant assez longtemps — car elle est en plus mauvais état que le reste de la statue —, et a été retrouvée avant 1897, lorsque le reste de la statue a été déplacé de son emplacement. Elle a appartenu à une collection privée française au début du XXe siècle, a été exposée dans le cadre de la collection W. Arnold Meijer à Amsterdam en 2005-2006 et a été vendue pour 206 500 dollars en 2008. Une copie exacte de la tête a été fixée à la statue du Caire.
En 2011, plusieurs nouveaux fragments de la statue ont été découverts lors d'une fouille de sauvetage avant l'installation d'un nouveau système d'égouts sur la rive ouest de Louxor. Ceux-ci ont pu être reconstitués pour former six parties manquantes de la statue, dont une partie de la coiffe, la poitrine et la jambe droite du roi, une partie de la perruque, le bras gauche, la paume, les doigts et la jambe de la reine, et une partie du socle de la statue, avec un prisonnier nubien. En raison de l'absence d'inscriptions sur les fragments, il était initialement difficile de les dater, mais Amenhotep III était le seul pharaon de la XVIIIe dynastie à posséder des statues colossales de cette taille et elles n'ont été trouvées que dans son temple mortuaire et à Médinet Habou, ce qui a permis de faire correspondre les pièces au colosse du Musée du Caire. Avec les parties nouvellement trouvées ajoutées, la statue est complète à 70%,.

## Statue du Musée de Louxor

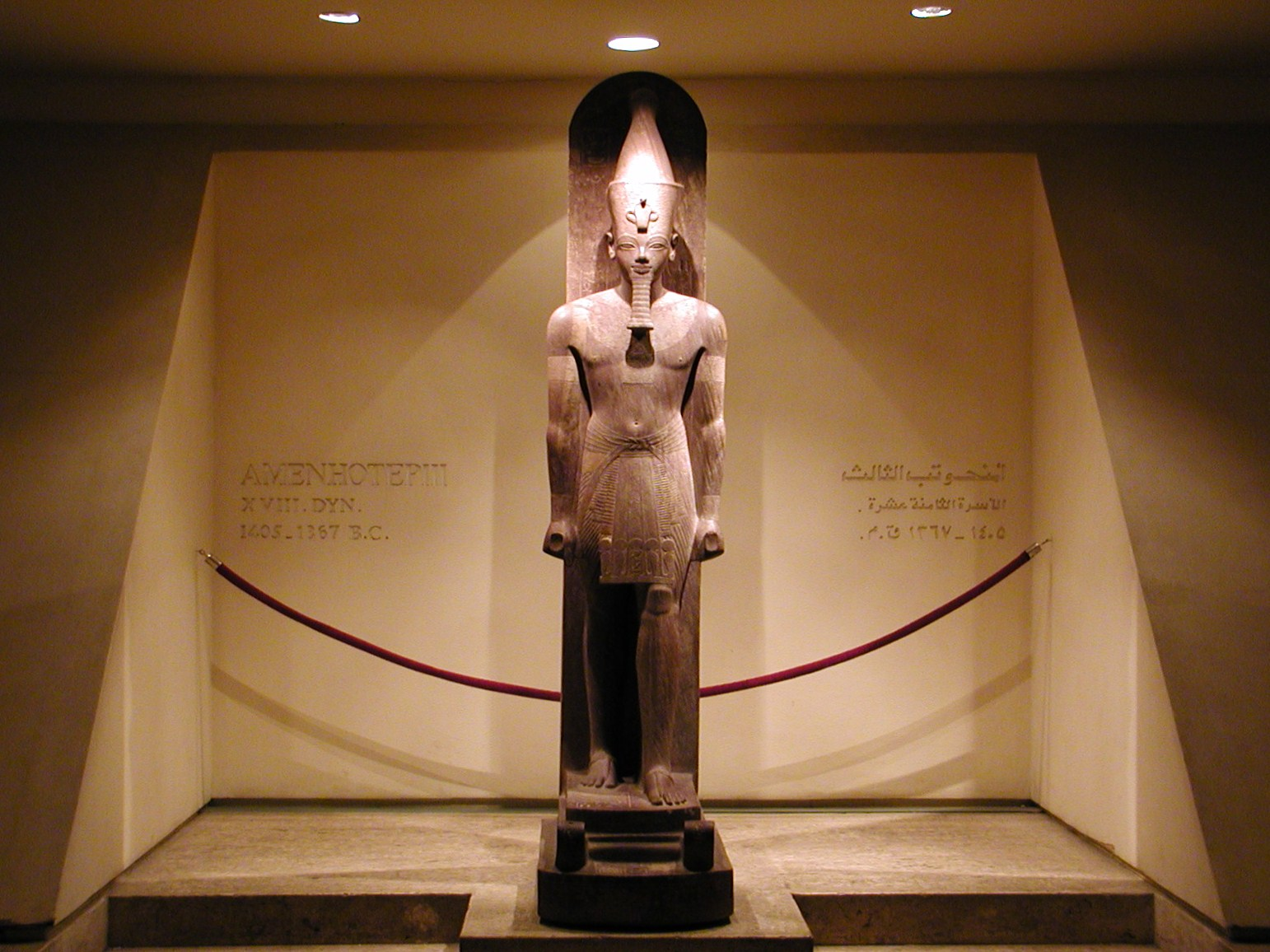
Statue du pharaon Amenhotep III
Musée de Louxor